# Gabe Kalscheur
Gabe Kalscheur (nacido el 10 de junio de 1999 en Edina (Minnesota)) es un jugador de baloncesto profesional estadounidense que juega en las filas del Club Ourense Baloncesto de Primera FEB. Con 1,93 metros de altura juega en la posición de escolta. 

## Trayectoria
Nacido en Edina (Minnesota), se formó en el DeLaSalle High School de Mineápolis hasta 2018, cuando ingresó en la Universidad de Minnesota, donde disputaría durante tres temporadas la NCAA con los Minnesota Golden Gophers, desde 2018 a 2021.
En 2021, ingresó en la Universidad Estatal de Iowa en Ames, Iowa, donde disputaría durante dos temporadas la NCAA con los Iowa State Cyclones, desde 2021 a 2023. 
Tras no ser seleccionado en el draft de la NBA de 2023, Kalscheur se unió a los Golden State Warriors para disputar la Liga de Verano de la NBA. El 21 de octubre de 2023, firmó con los Washington Wizards pero fue despedido horas después. Nueve días después, Kalscheur firmó por los Capital City Go-Go de la NBA G League, filial de los Wizards, en los que promedió 2,9 puntos y 0,4 rebotes por partido en 18 encuentros, antes de ser despedido el 14 de febrero de 2024.
El 19 de febrero de 2024, Kalscheur se unió a los Iowa Wolves de la NBA G League.
El 16 de septiembre de 2024, disputa su primera experiencia profesional en Europa en las filas del Nürnberg Falcons de la segunda división de Alemania, donde disputó 34 partidos, promediando 14,1 puntos, 2,3 rebotes y 1,4 asistencias en 28 minutos por partido. 
El 12 de julio de 2025, firma por el Club Ourense Baloncesto de Primera FEB.